# 木棠镇
木棠镇，是中华人民共和国海南省儋州市下辖的一个乡镇级行政单位。

## 行政区划
木棠镇下辖以下地区：
李坊村、梁屋村、薛屋村、荣谋村、苏屋村、大文村、陈坊村、铁匠村、春坡村、木棠村、王坊村、积万村、蒌根村、高堂村、谭乐村、神冲村、长老村、周坊村、东方村、大域村、二图村、美龙村、塘坎村、兰训村和道南村。